# Estoublon
Estoublon é uma comuna francesa na região administrativa da Provença-Alpes-Costa Azul, no departamento dos Alpes da Alta Provença. Estende-se por uma área de 33,85 km². Em 2010 a comuna tinha 497 habitantes (densidade: 14,7 hab./km²).